# Coupe Challenge féminine de handball 2010-2011
Navigation
Édition précédente Édition suivante
La coupe Challenge 2011-2012 est la 19e édition de la Coupe Challenge féminine de handball, compétition créée en 1993.
La compétition est remportée pour la première fois par le club français de l'Mios-Biganos Bassin d'Arcachon, vainqueur en finale du club turc de Muratpaşa BSK.

## Formule
La coupe Challenge, a priori la moins réputée des différentes compétitions européennes, est également appelée C4.
L’épreuve débute par un tour préliminaire où huit équipes, réparties en deux groupes de quatre, se disputent la qualification pour les seizièmes de finale.
Tous les autres tours se déroulent en matches aller-retour, y compris la finale.

## Tours préliminaires

### Premier tour
| Pl. | Équipe                  | Pts | G | N | P | BP | BC | Diff |
| --- | ----------------------- | --- | - | - | - | -- | -- | ---- |
| 1.  | Juve Lis Leiria         | 4   | 2 | 0 | 0 | 68 | 44 | 24   |
| 2.  | Great Dane London       | 2   | 1 | 0 | 1 | 50 | 52 | -2   |
| 3.  | A.S. Aris Thessalonikis | 0   | 0 | 0 | 2 | 45 | 67 | -22  |

| 15 octobre 2010 | Great Dane London       |  | 19 - 32 |  | Juve Lis Leiria         |
| 16 octobre 2010 | A.S. Aris Thessalonikis |  | 20 - 31 |  | Great Dane London       |
| 17 octobre 2010 | Juve Lis Leiria         |  | 36 - 25 |  | A.S. Aris Thessalonikis |

Juve Lis Leiria est qualifié pour le deuxième tour.

### Deuxième tour
| Équipe                  | Équipe         |
| ----------------------- | -------------- |
| Handball Cercle Nîmes   | Stopinu NHK    |
| Handbal Academie        | ŽORK Jagodina  |
| Anadolu University S.C. | SC Galytchanka |

| Équipe          |
| --------------- |
| Juve Lis Leiria |

| Date Aller       | Nation        | Aller   | Total   | Retour  | Nation                  | Date Retour      |
| ---------------- | ------------- | ------- | ------- | ------- | ----------------------- | ---------------- |
| 13 novembre 2010 | HBC Nîmes     | 41 - 16 | 81 - 35 | 40 - 19 | SC Galytchanka          | 14 novembre 2010 |
| 13 novembre 2010 | HC Rhino      | 21 - 29 | 48 - 74 | 27 - 45 | Handbal Academie        | 20 novembre 2010 |
| 13 novembre 2010 | ŽORK Jagodina | 35 - 17 | 59 - 40 | 24 - 23 | Anadolu University S.C. | 20 novembre 2010 |
| 20 novembre 2010 | Stopinu NHK   | 14 - 31 | 36 - 64 | 22 - 33 | Juve Lis Leiria         | 21 novembre 2010 |

### Huitièmes de finale
| Équipe                         | Équipe            |
| ------------------------------ | ----------------- |
| ABU Baku                       | Sokoi Pisek       |
| Mios-Biganos Bassin d'Arcachon | F.S. Arion        |
| COMITEL Vigasio.               | RK Žito Prilep    |
| MizuWa Ai Dalfsen              | Colégio de Gaia   |
| Vrnjacka Banja RC95            | Yellow Winterthur |
| Muratpaşa BSK                  | Spartak" Kiev     |

| Équipe           |
| ---------------- |
| Juve Lis Leiria  |
| HBC Nîmes        |
| Handbal Academie |
| ŽORK Jagodina    |

### Tableau des huitièmes de finale
Le tirage au sort est effectué à Vienne.
| Date Aller      | Club              | Aller   | Total   | Retour  | Club                | Date Retour     |
| --------------- | ----------------- | ------- | ------- | ------- | ------------------- | --------------- |
| Février 2011    | F.S. Arion        | 0 - 10  | 0 - 20  | 0 - 10  | RK Žito Prilep      | Février 2011    |
| 5 février 2011  | Handbal Academie  | 40 - 21 | 69 - 45 | 29 - 24 | Colégio de Gaia     | 6 février 2011  |
| 5 février 2011  | Muratpaşa BSK     | 29 - 17 | 54 - 36 | 25 - 19 | Juve Lis Leiria     | 12 février 2011 |
| 5 février 2011  | ŽORK Jagodina     | 31 - 28 | 61 - 63 | 30 - 35 | Mios-Biganos BA     | 12 février 2011 |
| 6 février 2011  | MizuWa Ai Dalfsen | 26 - 34 | 45 - 61 | 19 - 27 | HBC Nîmes           | 12 février 2011 |
| 12 février 2011 | ABU Baku          | 29 - 33 | 55 - 63 | 26 - 35 | Sokol Pisek         | 13 février 2011 |
| 12 février 2011 | COMITEL Vigasio   | 29 - 27 | 64 - 56 | 35 - 29 | Vrnjacka Banja RC95 | 13 février 2011 |
| 12 février 2011 | Yellow Winterthur | 16 - 22 | 37 - 56 | 21 - 34 | Spartak Kiev        | 13 février 2011 |

## Phase finale

### Quarts de finale
| Date Aller   | Club             | Aller   | Total   | Retour  | Club                  | Date Retour  |
| ------------ | ---------------- | ------- | ------- | ------- | --------------------- | ------------ |
| 11 mars 2011 | COMITEL Vigasio  | 23 - 34 | 47 - 75 | 24 - 41 | Handball Cercle Nimes | 12 mars 2011 |
| 12 mars 2011 | Muratpaşa BSK    | 31 - 20 | 54 - 49 | 23 - 29 | Spartak Kiev          | 19 mars 2011 |
| 12 mars 2011 | Handbal Academie | 26 - 26 | 61 - 53 | 25 - 27 | Sokol Pisek           | 19 mars 2011 |
| 13 mars 2011 | Mios-Biganos BA  | 31 - 26 | 61 - 55 | 30 - 29 | RK Žito Prilep        | 20 mars 2011 |

### Demi-finales
Le tirage au sort des Demi-Finale, qui se déroule à Vienne, en Autriche, est organisé :
| Date Aller    | Club             | Aller   | Total   | Retour  | Club          | Date Retour   |
| ------------- | ---------------- | ------- | ------- | ------- | ------------- | ------------- |
| 10 avril 2011 | Mios-Biganos BA  | 27 - 28 | 61 - 55 | 34 - 27 | HBC Nîmes     | 16 avril 2011 |
| 10 avril 2011 | Handbal Academie | 32 - 33 | 67 - 75 | 35 - 42 | Muratpaşa BSK | 16 avril 2011 |

### Finale
| Date Aller | Club            | Aller   | Total   | Retour  | Club                    | Date Retour |
| ---------- | --------------- | ------- | ------- | ------- | ----------------------- | ----------- |
| 8 mai 2011 | Mios-Biganos BA | 31 - 26 | 61 - 55 | 30 - 29 | Muratpaşa Belediyesi SK | 15 mai 2011 |

#### Finale aller
| 8 mai 2011 17h00 | Mios-Biganos BA | 31 – 26 | Muratpaşa Belediyesi SK | Salle Jean-Dauguet, Bordeaux Affluence : 2 400 Arbitrage : Kjersti Arntsen & Ida Cecilie Gullaksen |
| 8 mai 2011 17h00 | (12 – 13)       |         |                         | Salle Jean-Dauguet, Bordeaux Affluence : 2 400 Arbitrage : Kjersti Arntsen & Ida Cecilie Gullaksen |
| 8 mai 2011 17h00 | ×2              | Rapport | ×3 ×7 ×1                | Salle Jean-Dauguet, Bordeaux Affluence : 2 400 Arbitrage : Kjersti Arntsen & Ida Cecilie Gullaksen |

- Mios Biganos : Kent, Joseph-Matthieu - Khouildi   (7), Baudoin (6), Ciavatti-Boukili (4), Moura (4), Nze Minko  (4), Vaitanaki (3), Szukiełowicz-Genes (2), Degoue (1), Bona, Chopo, Jurgutytė , Lewille
- Muratpasa Belediyesi SK : Lucic, Tut, Ulucan - Tankaskaya   (9), Hosgör  (4), Akgün  (3), Ilkova      (3), Sen  (3), Topaloglu  (3), Karakoc  (1), F. Ay, Colak Oral, Ertap, Ker

#### Finale retour
| 15 mai 2011 15h00 | Muratpaşa Belediyesi SK | 29 – 30 | Mios-Biganos BA | Süleyman Evcilmen Spor ve Sergi Salon, Antalya Affluence : 1 000 Arbitrage : Alexandra Siewert Delle & Natasha Engberg |
| 15 mai 2011 15h00 | (11 – 15)               |         |                 | Süleyman Evcilmen Spor ve Sergi Salon, Antalya Affluence : 1 000 Arbitrage : Alexandra Siewert Delle & Natasha Engberg |
| 15 mai 2011 15h00 | ×3                      | Rapport | ×3 ×1           | Süleyman Evcilmen Spor ve Sergi Salon, Antalya Affluence : 1 000 Arbitrage : Alexandra Siewert Delle & Natasha Engberg |

- Muratpasa Belediyesi SK : Lucic, Tut, Ulucan - Hosgör (6), Tankaskaya (6), Topaloglu (6), Akgün  (4), Sen   (4), Ilkova   (3), F. Ay, S. Ay, Colak Oral , Karakoc, Ker
- Mios Biganos : Kent, Joseph-Matthieu- Baudoin  (8), Khouildi     (8), Ciavatti-Boukili   (4), Moura (3), Nze Minko  (3), Vaitanaki (3), Lewille   (1), Bona, Chopo, Degoue, Szukiełowicz-Genes, Jurgutytė

## Les championnes d'Europe
| Championne Coupe d'Europe Challenge 2011 Mios-Biganos Bassin d'Arcachon 1er titre |

## Statistiques
| Rang | Nom               | Equipe                         | Buts |
| ---- | ----------------- | ------------------------------ | ---- |
| 1    | Marina Tankaskaya | Muratpaşa Belediyesi SK        | 53   |
| 2    | Paule Baudouin    | Mios-Biganos Bassin d'Arcachon | 52   |
| 3    | Diqdem Hosgör     | Muratpaşa Belediyesi SK        | 49   |